# Grace Renzi
Pour les articles homonymes, voir Renzi.
Grace Renzi (Grace Kantuser), née le 9 septembre 1922 à New York et morte le 4 juin 2011 à Cachan, est une artiste peintre américaine. Diplômée du Queens College et de la Cooper Union Art School à New York, elle enseigna au Hofstra College. En 1953, elle s'installe à Paris où elle restera toute sa vie. Essentiellement peintre, Grace Renzi a aussi pratiqué la gravure. Son œuvre est représentée dans des collections publiques ou privées et fut exposée dans le monde entier - expositions individuelles, expositions de groupe, salons. Elle était mariée au compositeur Božidar Kantušer, et est inhumée avec lui au cimetière du Père-Lachaise (27e division).

## Biographie
Grace Renzi est née le 9 septembre 1922 à New York, dans le quartier de Queens, tout près de l'East River. Elle fut la dernière des onze enfants de Michael (Michelangelo) Renzi et de son épouse Lucy, née Lucia Viscusi. Les parents, tous deux issus de familles d'agriculteurs de la Province de Bénévent, en Italie, s'étaient établis à New York autour de 1900. La mère était maîtresse de maison et le père ouvrier. En 1923, la famille déménage près de Belmont Park, toujours à Queens. La Grande Dépression n'affecta pas trop Renzi qui bénéficia d'une éducation suivie par ses sœurs aînées, plusieurs d'entre elles étant d'ailleurs enseignantes. Renzi eut le loisir de dessiner et de peindre à son gré dès sa tendre enfance, ce à quoi elle s'adonna. Elle fut toujours excellente élève et fut boursière tout au long de sa scolarité.
En 1940, à l'âge de dix-huit ans, Renzi est reçue à Cooper Union et y commence ses études. Après une année d'études à Cooper Union, elle décide en 1941 d'étudier au préalable au Queens College, où elle travaille notamment avec Vaclav Vytlacil, et avec Robert Goldwater pour l'histoire de l'art. En 1944, Renzi obtient son diplôme cum laude. Après la fin de la Deuxième Guerre mondiale, Renzi retourne à Cooper Union où elle étudie notamment avec Mme et Mr Harrison, Morris Kantor et Nicholas Marsicano. Elle obtint son diplôme en 1948, cum laude, et profita par ailleurs de l'enseignement d'Hans Hofmann, bien que brièvement. Renzi expose dans des salons et des expositions collectives, surtout à New York (voir la boîte déroulante en bas de page). Décidée de visiter les musées d'Europe, elle travaille pour financer ce projet. Renzi enseigna l'histoire de l'art à l'Université Hofstra en 1950-51 et fut aussi assistante à Cooper Union.

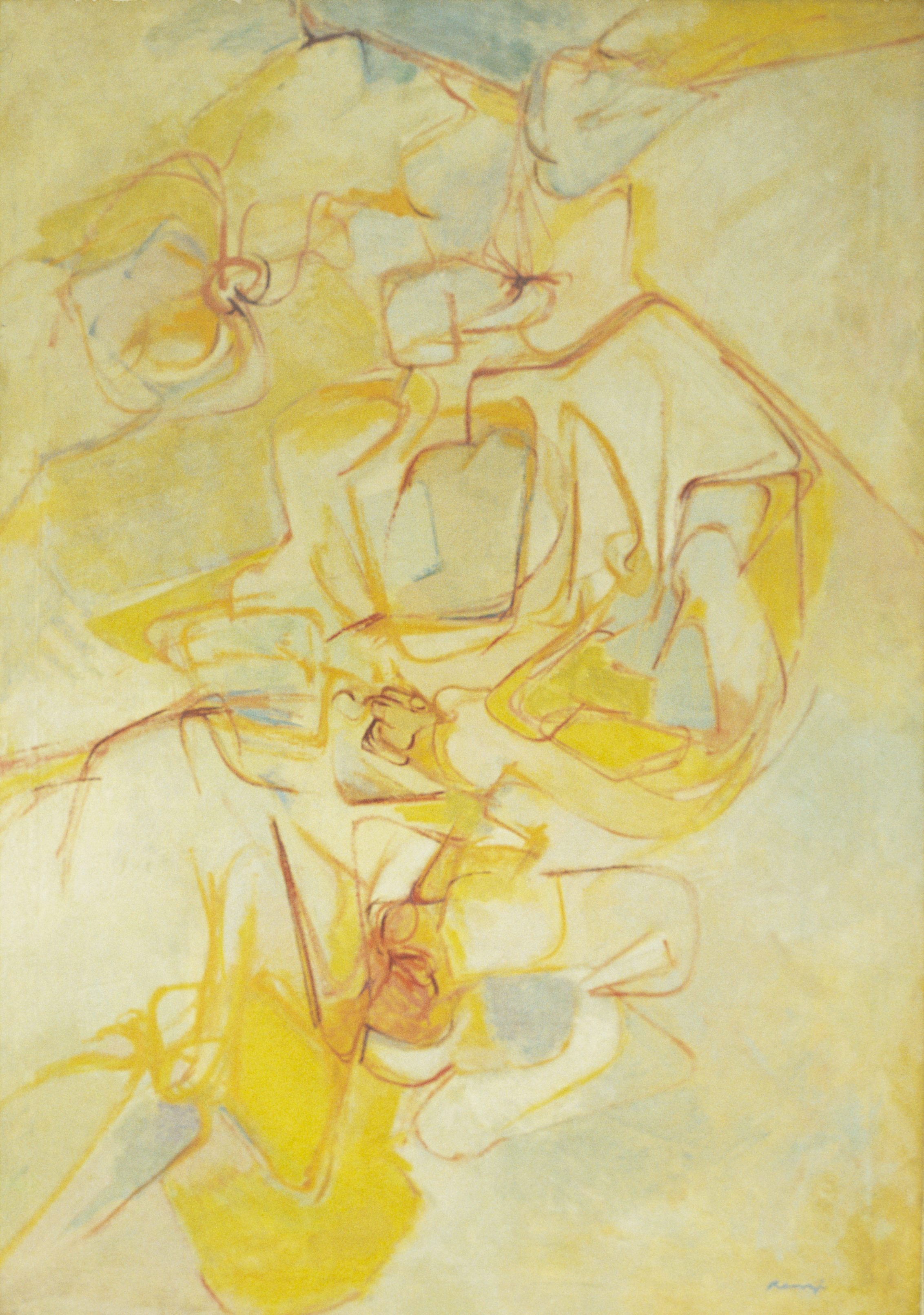
Joy of Sunshine (1951, New York), par Grace Renzi

En 1951, Renzi part pour Cuba et y reste un an. Tout en enseignant, elle découvre l'île et se mêle au milieu artistique, faisant ainsi connaissance de Wifredo Lam et de son univers artistique. C'est à La Havane qu'a lieu la première exposition personnelle des œuvres de Renzi, suivie d'une autre en 1952. De retour à New York et remise d'une hépatite, elle enseigne à nouveau pour financer son voyage en Europe. Elle arrive à Paris en septembre 1953 et fait connaissance du milieu artistique de l'époque. À Montparnasse, Renzi rencontre le compositeur slovène Božidar Kantušer qui devient son mari. Le couple s'installe rue de la Fontaine-au-Roi. En 1955, leur fils Borut naît. Cette même année, Renzi participe à une exposition de groupe à la galerie du Dragon, sa première exposition à Paris. Pendant l'hiver 1956-57, Renzi se rend à New York après la mort de sa mère. En 1957, de retour en France et afin de subvenir aux besoins de la famille, elle prend un emploi à temps plein, dans une école de l'armée américaine à Bordeaux. La première exposition personnelle en Europe des œuvres de Renzi a lieu à Bordeaux. En 1958, Renzi expose à Paris à la galerie l'Antipoète, notamment aux côtés de Jean-Michel Atlan, Jean Fautrier, Hans Hartung, Serge Poliakoff et Sigismond Kolos-Vary. Fin 1958, Renzi obtenant un emploi d'enseignante à Fontainebleau, la famille y déménage.
En 1962, Renzi participe à l'exposition "Donner à voir 2" à la galerie Creuze, à Paris, qui fut accompagnée d'une critique par José Pierre. Cette exposition inclut les peintres suivantes : Eva Aeppli, Joyce Mansour, Mimi Parent, Grace Renzi, Sabine, Niki de Saint Phalle, Toyen, Ursula, et Mary Wilson. Pendant les années 1960, les années bellifontaines, Renzi eut un atelier assez spacieux et tout en appréciant la proximité de la nature, elle sut rester en contact avec la vie culturelle de la capitale. À partir de 1962, elle exposa régulièrement dans divers salons parisiens. En 1964, une exposition personnelle des œuvres de Renzi à la galerie Marie-Jacqueline Dumay, à Paris, est accompagnée d'un texte, "L'Inespéré", par Jean-Clarence Lambert. Renzi resta aussi en contact avec sa famille aux États-Unis, rendant et recevant visites. En 1968 eut lieu sa première exposition en Yougoslavie, à Portorož. En 1969, Renzi coorganise une exposition à la B.I.M.C., à la villa Lavaurs, à Fontainebleau. Cette exposition inclut notamment Roberto Altmann, John Christoforou, Pranas Gailius, Jacques Hérold, Sigismond Kolos-Vary, Wifredo Lam, Grace Renzi, Emil Wachter et Karel Zelenko, et fut encouragée par Jean Bouret dans Les Lettres françaises. En 1969, Renzi commence à enseigner à l'École internationale Marymount, à Neuilly.
En 1970, Renzi est invitée à participer à deux expositions en Yougoslavie, à Rijeka et à Piran. Durant les années 1970, la famille passe les étés à Grožnjan, y ayant rejoint une colonie estivale d'artistes qui font revivre ce bourg d'Istrie. Renzi participe ainsi aux expositions de groupe des artistes de Grožnjan, aussi bien à Grožnjan même, qu'à Piran ou Subotica. En 1971, les Kantušer quittent Fontainebleau et reviennent à Paris, habitant d'abord dans le quartier de la Bastille, puis rue de Rome. En 1972, Renzi eut une exposition personnelle à l'American Center, Bd. Raspail, et en 1972 et 1973, elle projeta des vitraux pour la chapelle de Monpazier, dans le sud-ouest de la France. De 1973 à 1976, Renzi est résidente à la Cité internationale des arts, et le couple y fit beaucoup de connaissances nouvelles. En 1974, à Paris, la galerie Christiane Colin présente Renzi avec une exposition personnelle. Un texte de Jacques Hérold au sujet de l'œuvre de Renzi enrichit l'invitation, et une critique par Jean Bouret paraît dans Les Nouvelles littéraires. À partir de 1976, le couple Kantušer Renzi est logé dans une annexe de la Cité des arts, sur les quais de la Seine, dans le logement de fonction de la B.I.M.C.. Renzi y dispose d’un atelier, moins vaste que le précédent. En 1979, elle organise une exposition personnelle de ses œuvres à la galerie BIMC, et reçoit par ailleurs le Prix Art Directors Club. La même année, elle participe à une exposition de groupe à la galerie Koryo, à Paris, notamment en compagnie d'Ung No Lee. Au cours de la décennie, elle exposa dans plus de vingt salons et expositions collectives, aux États-Unis et en Europe.
En 1980, la galerie Koryo présente les peintures récentes de Renzi. L'artiste co-organise les expositions à la galerie BIMC. Elle y expose aussi ses propres œuvres. Au cours des années 1980, Renzi aura dix expositions personnelles (dont deux consacrées à sa gravure) à Kamnik, Ljubljana, Nantes, Paris, Salzbourg et Venise. Outre la peinture, tout au long des années 1980, Renzi consacra une grande partie de son temps à la gravure, travaillant alors surtout à l'atelier de gravure de la Cité des arts. Elle expose régulièrement dans les salons (de peinture et de gravure), et participe à maintes expositions collectives, en Allemagne, en Angleterre, au Danemark, aux États-Unis, en Espagne, en France à Nantes, Paris et Perpignan, au Japon, et en Yougoslavie en Slovénie. Renzi arrêta d'enseigner en 1982, et le couple voyagea beaucoup, visitant souvent Venise, la Slovénie et la Croatie, mais aussi Vienne. En 1982 a lieu une exposition personnelle à la galerie Veronika, à Kamnik. Grâce à la BIMC, Renzi eut aussi un atelier à Kamnik, mais n'en usa guère. Elle présente ses œuvres à Venise avec deux expositions personnelles accueillies par le critique Enzo Di Martino, au centre Segno Grafico en 1981 et à la galerie Il Traghetto en 1984. En 1984, son petit-fils Nicolas naît à Berlin. Après l'affaire Malik Oussekine en 1986, Renzi commença une série de travaux dédiés à cette tragédie, sur toile et sur papier. D'autre part, elle se voit décerner trois prix artistiques: en 1987, le Prix Michel de Ghelderode, et en 1988, le Prijs voor Marineschilderen à Anvers ainsi que le Prix "Do Forni" à Venise. Renzi participe à la Biennale de gravure de Ljubljana en 1987 (elle y participe régulièrement jusqu'en 1995). En 1988, une exposition personnelle de tableaux de Renzi a lieu à la Moderna Galerija, à Ljubljana. Vers la fin de la décennie, outre un voyage à New York en 1989, Renzi continua à voyager en Europe, entreprenant notamment un voyage artistique touristique à travers toute la Yougoslavie avec Kantušer et le couple Hoffschir.
En 1990, Renzi eut le plaisir de se voir décerner le titre de Bailli d'Honneur de Lalande-de-Pomerol. Dès le début des années 1990, Renzi est membre de l'atelier de gravure Bo Halbirk, à Paris, ses œuvres faisant partie des expositions de l'atelier, mais elle continue aussi à participer aux expositions de l'atelier de gravure de la Cité des Arts. Toujours en 1990, l'artiste est interviewée à fins universitaires par Aulikki Eromäki et Ingrid Wagner, à la suite de quoi elle eut l'occasion de donner une conférence à l'Université des arts de Berlin en 1991, dans le cadre de sa participation à l'exposition "Im Unterschied" à la NGBK. Renzi était passée à l'acrylique dans ses travaux sur toile pendant les années 1980, puis elle revint à l'huile, traitant maintenant les couches différemment. Durant les années 1990, elle eut cinq expositions personnelles, à Cuxhaven, Fresnes et à Paris, et son travail fut inclus dans des collections permanentes à Cuxhaven, Guangzhou, Maastricht, New York et Sarcelles. Au cours de cette décennie, les œuvres de Renzi apparaissent dans plus que trente-cinq expositions collectives, soit des salons, soit des expositions de groupe, à Berlin, Chennevières-sur-Marne, Fredrikstad, Grenoble, La Villedieu, Ljubljana, Maastricht, Nantes, New York, Paris, Sarcelles et Ville-d'Avray. Renzi participa à plusieurs livres, ses eaux-fortes faisant notamment partie d' "Épaves", de Daniel des Brosses, poèmes qui inspirèrent aussi Kantušer. Le couple Kantuser visita souvent les États-Unis au cours de la décennie, séjournant à New York chez leur amie Betty Statler (12th Street). En 1997, le couple est accueilli à Oxford par Godfrey Howard (Oxon) et Françoise Legrand. En 1999, Mary Anne Rose a un entretien avec Renzi pour un travail universitaire. Božidar Kantušer meurt soudainement en mai 1999.
Renzi cessa de peindre après la mort de son mari. Elle vécut seule les dix années suivantes. Grâce à elle, et avec l’aide de l'ambassade des États-Unis à Paris, les manuscrits des partitions de Kantušer sont conservés à la Bibliothèque du Congrès. En 2000, elle présente ses œuvres dans une exposition personnelle à Grožnjan, au studio Porton, à l'occasion d'un hommage à Kantušer. En 2001, elle co-organise une exposition de groupe au Musée Hofstra, à New York, incluant deux de ses propres œuvres. Renzi fait réaliser une gravure originale sur la tombe de Kantušer au cimetière du Père-Lachaise. En 2002, elle organise une rétrospective de cinquante années de son travail à la galerie BIMC. Renzi apparaît dans le film "Voyage musical en Slovénie" (2004) par François Goetghebeur et dans un film réalisé à Paris par Chen Tan (2004-05). En 2004 et 2005, n'ayant plus d'atelier à sa disposition, elle vendit toutes ses toiles à l'exception des œuvres récentes (années 1990), lors de deux ventes aux enchères à l'Hôtel Drouot. Elle présenta la série de travaux consacrés à Malik Oussekine lors d'une exposition personnelle à Givors en 2007 et les œuvres y furent vendues aux enchères, au bénéfice d'ateliers de peinture pour les enfants des quartiers défavorisés. Ici le travail de Renzi est délibérément figuratif, expressionniste, alors que dans l'ensemble, l'œuvre de Renzi fut généralement considérée comme abstraite. Au cours de la décennie, elle alla, seule, visiter des musées en Espagne et fit par ailleurs un séjour estival au Danemark en 2007, dans le cadre du Kirsten Kjaers Museum. En 2008 et 2009, bien que se déplaçant alors difficilement, elle aima aller passer la journée à Deauville ou à Giverny, en prenant le train.
Après sa perte d'autonomie en 2010, Renzi entre à l'EHPAD Cousin de Méricourt, à Cachan. Grace Renzi (Grace Kantuser) meurt le 4 juin 2011 à Cachan, à l'âge de 88 ans. Elle est enterrée aux côtés de son mari, au cimetière du Père-Lachaise. Son œuvre est représentée dans des collections permanentes/publiques en Allemagne, en Chine, aux États-Unis, en France, en Italie, au Japon, aux Pays-Bas et en Slovénie. D'autre part, les œuvres de Renzi font partie de collections privées, en Amérique et en Europe.

## Sources
- Godfrey Howard, Paris : the essential city, Newton Abbot, David & Charles Publishers plc, 1988 (ISBN 0-7153-9153-4)
- Rok Zelenko, Grožnjan = Grisignana : istrian town of artists, Pula, Slovensko kulturno društvo Istra, 2011
- Aulikki Eromäki; Ingrid Wagner, Weiblichkeit und ästhetisches Handeln bei zeitgenössischen bildenden Künstlerinnen 1975 bis 1990. Universität der Künste, Berlin, 2002. http://opus4.kobv.de/opus4-udk/frontdoor/index/index/year/2002/docId/9
- Mary Anne Rose, Expatriate experience and American women artists: creative lives and creative work in context. Columbia University Teachers College, New York, 2005. AAT 3175720